# 1997年日本の補欠選挙
1997年日本の補欠選挙（1997ねんにほんのほけつせんきょ）は、日本における立法府である衆議院と参議院を構成する議員の欠員を補うため1997年に行われた補欠選挙である。

## 概要
補欠選挙は「議員の辞職あるいは死亡により欠員が生じた場合に行われる選挙」で、「当選人が得られなかった場合または当選人が不足した場合に、其の当選人の不足を補う」為に行われる再選挙と同様に公職選挙法第11章の「特別選挙｣に含まれている。1997年における衆参補欠選挙は、11月に参院宮城県選挙区、12月に宮城県第6区の計2回実施された。

## 11月16日実施補選
参院宮城県選挙区で実施。元衆議院議員の岡崎トミ子が当選した。

### 参院宮城県選挙区補選
- 選挙事由：市川一朗参議院議員（無所属）の辞職（宮城県知事選挙への立候補）
- 立候補者：4人
- 当選者：岡崎トミ子（民主党）

| 当落 | 候補者名   | 党派                       | 得票数  | 得票率 |
| ---- | ---------- | -------------------------- | ------- | ------ |
| 当選 | 岡崎トミ子 | 民主党                     | 283,255 |        |
|      | 土井喜美夫 | 諸派（明日の宮城を創る会） | 112,098 |        |
|      | 遠藤いく子 | 日本共産党                 | 101,106 |        |
|      | 佐藤芳博   | 社会民主党                 | 49,902  |        |
投票率：31.11％

## 12月14日実施補選
宮城県第6区で実施。小野寺五典が当選した。

### 宮城県第6区補選
- 選挙事由：菊池福治郎衆議院議員（無所属）の辞職
- 立候補者：3人
- 当選者：小野寺五典（自由民主党）

| 当落 | 候補者名   | 党派       | 得票数 | 得票率 |
| ---- | ---------- | ---------- | ------ | ------ |
| 当選 | 小野寺五典 | 自由民主党 | 73,881 |        |
|      | 大石正光   | 無所属     | 66,955 |        |
|      | 芳賀芳昭   | 日本共産党 | 8,660  |        |
投票率：61.36％